# Manfred Niehuis
Manfred Niehuis (* 20. März 1944 in Bad Kreuznach) ist ein deutscher Biologe, insbesondere Entomologe, Hochschullehrer, Fachautor und Schriftleiter der Zeitschrift Fauna und Flora in Rheinland-Pfalz. Er lehrt und lebt in Landau in der Pfalz. Manfred Niehuis ist mit Ursula Niehuis verheiratet. Sie haben einen Sohn (Oliver Niehuis) und eine Tochter.

## Leben und Wirken
Niehuis studierte Biologie und Chemie an der Johannes-Gutenberg-Universität in Mainz. Seine Staatsexamensabschlussarbeit beschäftigte sich mit den Bestandsschwankungen des Schwarzstirnwürgers in Deutschland. Seine anschließende Promotion bei H. Risler hatte die Kopfmorphologie bei Ricinus elongatus (Mallophaga) zum Thema.
Seit 1971 lehrt Manfred Niehuis als akademischer Direktor am Institut für Biologie an der Universität Koblenz-Landau, Abteilung Landau. Im Rahmen seiner Forschungen bezüglich der Familie der Prachtkäfer hat er mehr als 20 neue Arten und Unterarten entdeckt und beschrieben.
Seine Forschungen hat er in über 180 Publikationen veröffentlicht.

## Werke

### Monographien
- Der Kopf von Ricinus elongatus (Olfers) (Mallophaga, Amblycera). Mainz, Univ., Diss., 1972
- mit Hans Mühle und Peter Brandl: Catalogus Faunae Graeciae. Coleoptera: Buprestidae. Augsburg 2000. OCLC-Nr. 67259058
- Die Bockkäfer in Rheinland-Pfalz und im Saarland, Gesellschaft für Naturschutz und Ornithologie Rheinland-Pfalz, 2001
- Die Prachtkäfer in Rheinland-Pfalz und im Saarland, Goecke & Evers 2004, ISBN 978-3937783048
- mit Tom Schulte, Oliver Eller und Erwin Rennwald: Die Tagfalter der Pfalz – Band 1, Gesellschaft für Naturschutz und Ornithologie Rheinland-Pfalz e.V., 2007, ISBN 978-3980766920
- mit Tom Schulte, Oliver Eller und Erwin Rennwald: Die Tagfalter der Pfalz – Band 2, Gesellschaft für Naturschutz und Ornithologie Rheinland-Pfalz e.V., 2007, ISBN 978-3980766937

### Aufsätze
- mit H. Itzerott, M. Weitzel: Rote Liste der bestandsgefährdeten Libellen (Odonata) in Rheinland-Pfalz (Stand: April 1983). – Herausgeber: Ministerium für Gesundheit, Soziales und Umwelt, Mainz 1985
- mit H. Kettering, W. Lang, M. & M. Weitzel: Rote Liste der bestandsgefährdeten Geradflügler (Orthoptera) in Rheinland-Pfalz (Stand: Dezember 1984). – Herausgeber: Ministerium für Umwelt und Gesundheit, Mainz 1986
- Nalanda halperini n. sp. ein neuer Prachtkäfer aus Israel (Coleoptera: Buprestidae). Mitteilungen des Internationalen Entomologischen Vereins e.V., 1997, 22 (1/2), Seiten 51–57, Frankfurt am Main.
- Verbreitungsbilder aus der Bockkäferfauna (Coleoptera: Cerambycidae) des Biosphärenreservates Pfälzerwald. Annales scientifiques de la réserve de la biosphère des Voges du nord / Parc Naturel Régional des Voges du Nord, 2000, 8, Seiten 121–151
- Latipalpis (Palpilatis) johanidesi n. sp. – ein neuer Prachtkäfer aus der Türkei (Coleoptera: Buprestidae). Mitteilungen des Internationalen Entomologischen Vereins e. V., 2002, 27, Seiten 105–114, Frankfurt am Main.
- mit R. Królic: Agrilus rhoos a new species from Turkey (Coleoptera: Buprestidae). – Genus, Journal of Polish Taxonomical Society, 2003, 14, Seiten 357–362.
- mit G. Magnani: Un nouvel Agrilus de Chypre (Coleoptera, Buprestidae). – Biocosme mésogéen Revue d’ Histoire Naturelle, 1994, 11 (2), Seiten 49–52.
- mit H. Mühle: Nomenklatur, Determination und Verbreitung der griechischen Sphenoptera-Arten der Untergattung Tropeopeltis B. JAKOWLEFF (Coleoptera: Buprestidae: Sphenopterinae). – Mitteilungen des Internationalen Entomologischen Vereins e.V., 1998, 22 (3/4), Seiten 149–163. Frankfurt am Main.

## Ehrungen
- Aufgrund der hohen wissenschaftlichen Anerkennung speziell seiner Käferforschung haben einige Entomologen seinen Namen in wissenschaftlichen Bezeichnungen von neuentdeckten Arten verewigt. So insbesondere beim in Nordafrika gefundenen Prachtkäfer Niehuisia maghrebica (CURLETTI, 1995), der Prachtkäfer Athaxia niehuisi (BRANDL, 1987), der Bockkäfer Chlorophorus niehuisi (ADELBAUR, 1992), der Schnellkäfer Xanthopenthes niehuisi (SCHIMMEL, 1999) und die Pflanzenwespe Pseudorussus niehuisiorum (KRAUSS, 1998).[1]
- 1985 Verdienstorden des Landes Rheinland-Pfalz
- 2013 Fabricius-Medaille der Deutschen Gesellschaft für allgemeine und angewandte Entomologie